# 夢幻万華鏡
『夢幻万華鏡』（むげんまんげきょう）は、冴木忍による日本のライトノベル。イラストは緒方剛志が担当。富士見ミステリー文庫刊。2巻。

## ストーリー
明治時代末期、東京には様々に新しい文化が芽吹いていた。新しい乗り物、職業、学問、娯楽…それらは古き武家のしきたり、華族の傲慢さを劇的な勢いで瓦解させていく。その様は、美しいガラス細工がいくつも砕かれ、重なり合うかのように、儚くも幻想的な空間を作り出すのだった。新しいタイプの人種が活動を始めた東京黎明期で絡み合う人間模様、それに伴う殺人事件の謎に貧乏探偵・竜介と依頼人・天音が迫る。サスペンス作品。

## 登場人物
風間竜介
新しい職業“探偵屋”をクビになりたてで、貧乏。
響天音
竜介に殺人事件の調査を依頼した。謎多き男性。

## 既刊一覧
- 『夢幻万華鏡』 ISBN 4-8291-6150-7
- 『夢幻万華鏡2 -うつろふ花蔭-』 ISBN 4-8291-6210-4